# Terry Ellis
Terry Ellis (Hertfordshire, 1944) è un produttore discografico britannico.
È il cofondatore della casa discografica Chrysalis Records nel 1969, noto soprattutto per il suo lavoro al fianco della band inglese dei Jethro Tull nel corso di diversi anni.
Nato in Inghilterra, nell'Hertfordshire, si è laureato nell'Università di Newcastle upon Tyne con una laurea ad honorem in Matematica e Metallurgia.
Nel 1967 iniziò ad organizzare concerti in collegi finché, nello stesso anno, entrò in affari con Chris Wright formando la Ellis-Wright Agency. Nel 1968 i due allargarono le loro attività fino a diventare manager: mentre Terry si occupava dei Jethro Tull, Chris faceva lo stesso con i Ten Years After e i Procol Harum.
La casa discografica da loro fondata fu poi rilevata interamente da Chris Wright nel 1985 il quale la vendette alla EMI nel 1991.